# Garp (adelsätt)
Garp var en svensk medeltida frälseätt. Av namnet att döma härstammar ätten från Tyskland, eftersom garp under medeltiden både i Sverige och Norge var den vanliga benämningen på tyskar. Släkten har kommit till Egentliga Finland redan under 1300-talet.
Tore Garper nämns 1367 i samband med en pantsättning på Åland. Att döma av bland annat namnskicket var han frände, fader eller bror till Anders Garp.
1. Anders Garp är sigillvittne i Åbo 1373. År 1376 kallas han ”Bo Jonssons fogadhe i Löpsta”, det vill säga Lepistö i Virmo socken i Egentliga Finland. Han nämns sista gången 1387 i Stockholm, där han överlåter jord i Finland. Han ägde Storgården i Letala socken, Vias i Tövsala socken samt gods i Vemo socken – allt i Egentliga Finland. Han var förmodligen gift minst två gånger eftersom åldersskillnaden mellan barnen är stor. Han nämns dock efter sin död Sone Sonesson, lagman i Norrfinne, och Greger Andersson till Koskis vidimerar Lars Gunnarssons och Anders Garps den 30/3 1386 utfärdade intyg angående överlåtelse av gods i Helsingeby den 14 mars 1445.[1]
  1. Sonen Jöns Andersson Garp nämns mellan åren 1373 och 1407.

Anna Jönsdotter Garp, levde 1532, gift med Johan Jakobsson (Görtzhagen) till Sorais i Lemo socken.  Hon är dotter till en annan Jöns Andersson (Garp), som är en senare ana.
Till ätten hörde även lagmannen Hartvig Jakobsson (ca 1420-1486). son till Jacob Jönsson (Garp) och Ragnhild Eriksdotter (Sandikaätten). 
Hartvig Jakobsson var gift med Ingeborg Magnusdotter (Fleming), dotter till Magnus Klasson Fleming till Villnäs (nämnd 1450, son till Claus Fleming)., väpnare. Gift.